# Barouk
Barouk oder al-Barouk (arabisch الباروك) ist ein Dorf im Libanon im Verwaltungsdistrikt Chouf im Gouvernement Libanonberg. Das Dorf liegt am Abhang des gleichnamigen Berges, etwa 47 km südöstlich von Beirut auf 1000–1250 m über dem Meer.

## Dschabal Barouk
Der Berg Barouk (Dschabal/Jebel Barouk/Jabal al-Barouk, arabisch جبل الباروك) ist mit einer Gipfelhöhe von 1943 m eine der höchsten Erhebungen im Libanon. Das Bergmassiv besteht zum größten Teil aus Kalkgestein. Er ist stark verkarstet, was auch erklärt, warum die berühmte Quelle, aus der der Nahr el-Barouk kommt, ganzjährig Wasser führt.

## Geographie
Das Dorf liegt im Süden des Al-Chouf-Zedern-Naturreservat, zwischen Maaser el Shouf (arabisch معاصر الشوف, DMG Maʿāṣir aš-Šūf), Ain Zhalta (arabisch عين زحلتا, DMG ʿAin Zaḥaltā) und Kafraiya (arabisch كفريا, in der Bekaa-Ebene).

## Geschichte
Das Dorf wurde seit alters als „Land Gottes“ bezeichnet, weil die Quelle Nabeh al-Barouk das ganze Jahr über Leben spendet. Der Dichter Rachid Nakhleh, Verfasser der Nationalhymne (Kullunā li-l-watan li-l-ʿulā li-l-ʿalam), wurde in Barouk geboren. Darüber hinaus ist das Dorf berühmt für seine Apfel und Frucht-Plantagen und verfügt über ausgedehnte Kiefern- und Eichenwälder. Walid Dschumblat sorgte 1996 dafür, dass die Region als Naturschutzgebiet ausgewiesen wurde. 2006 wurde der Al Chouf Zedern-Nationalpark zum UNESCO-Welterbe erklärt.

## Gallery

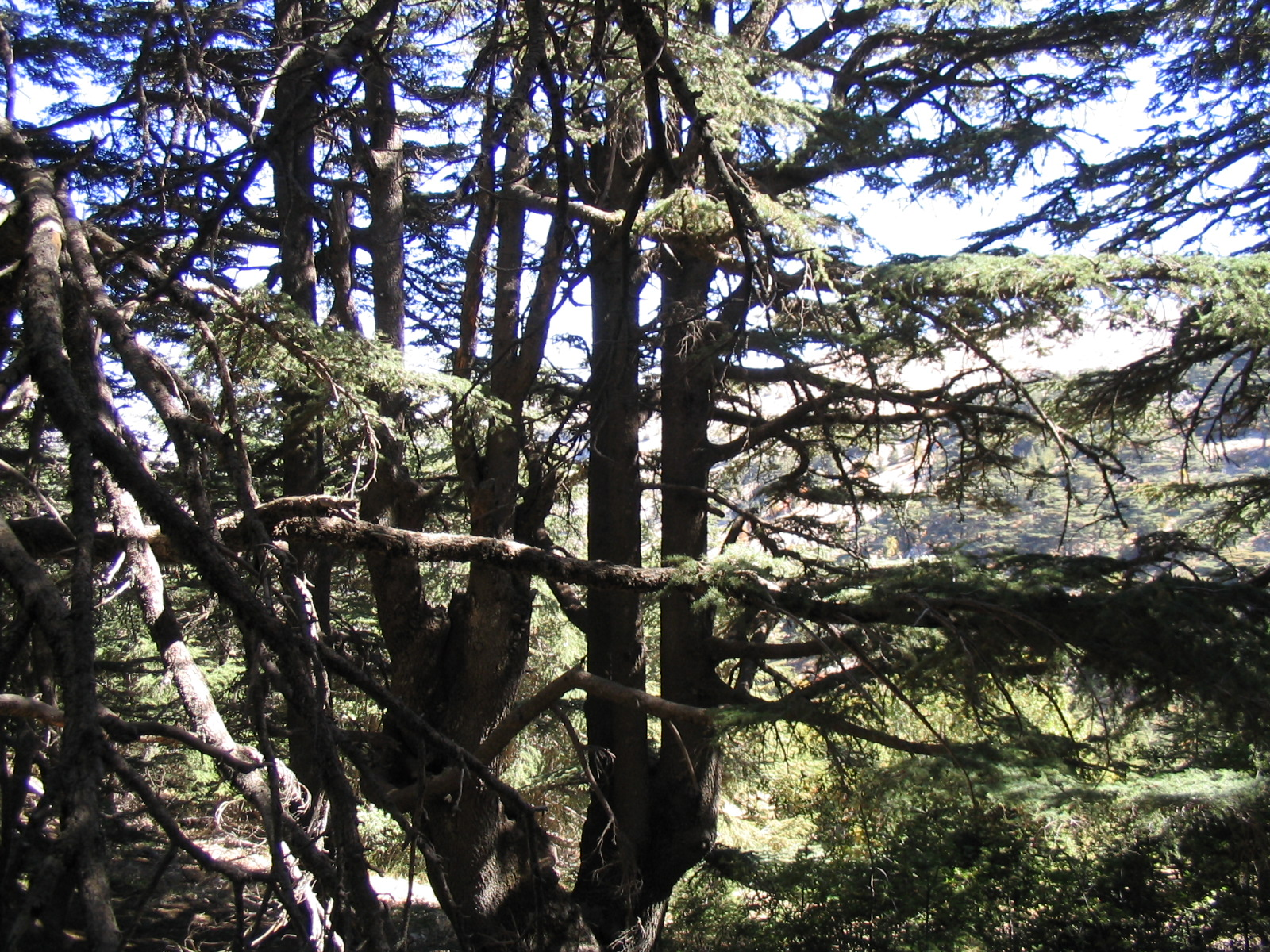
Zedernwald
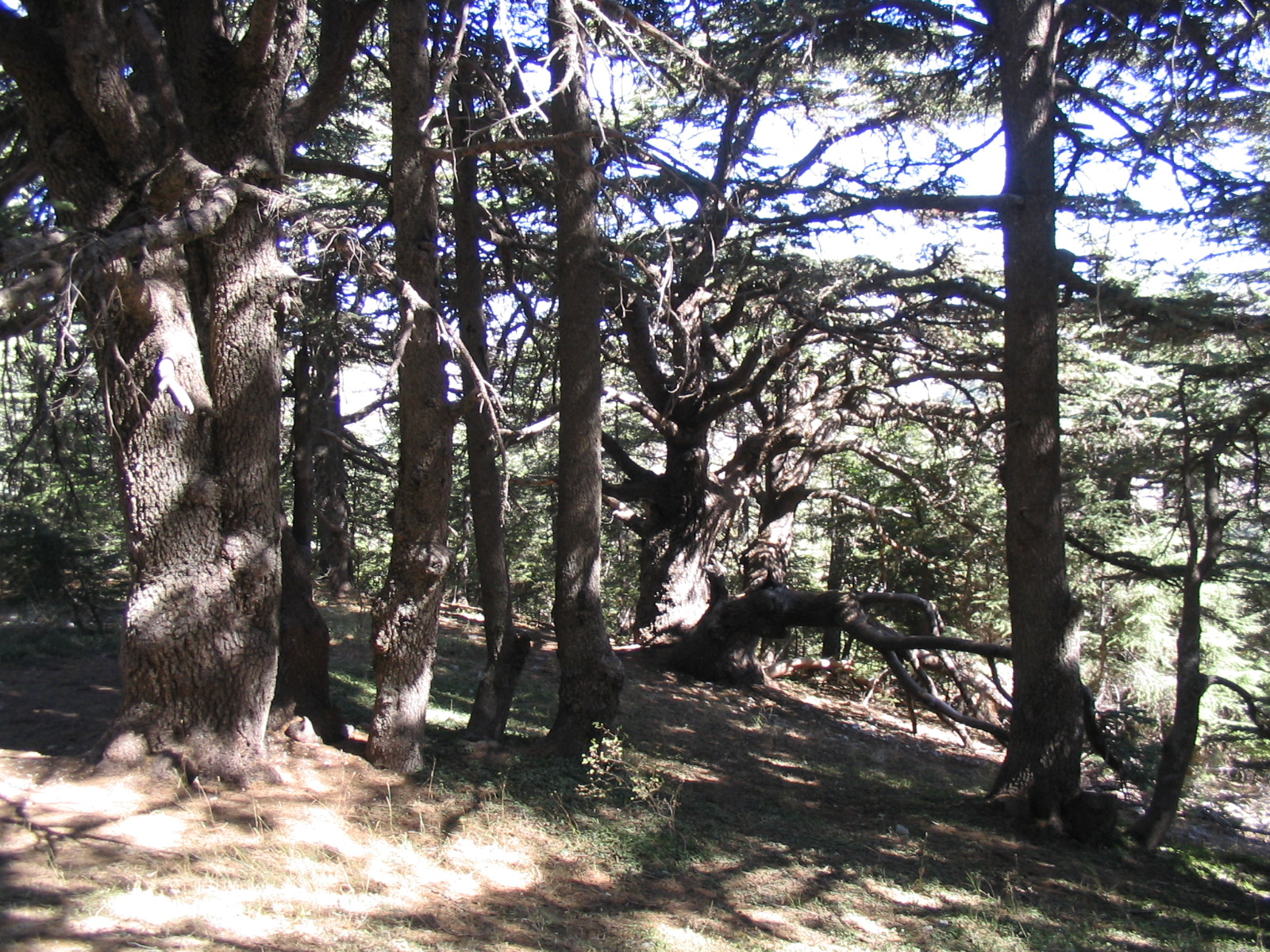
Alte Bäume
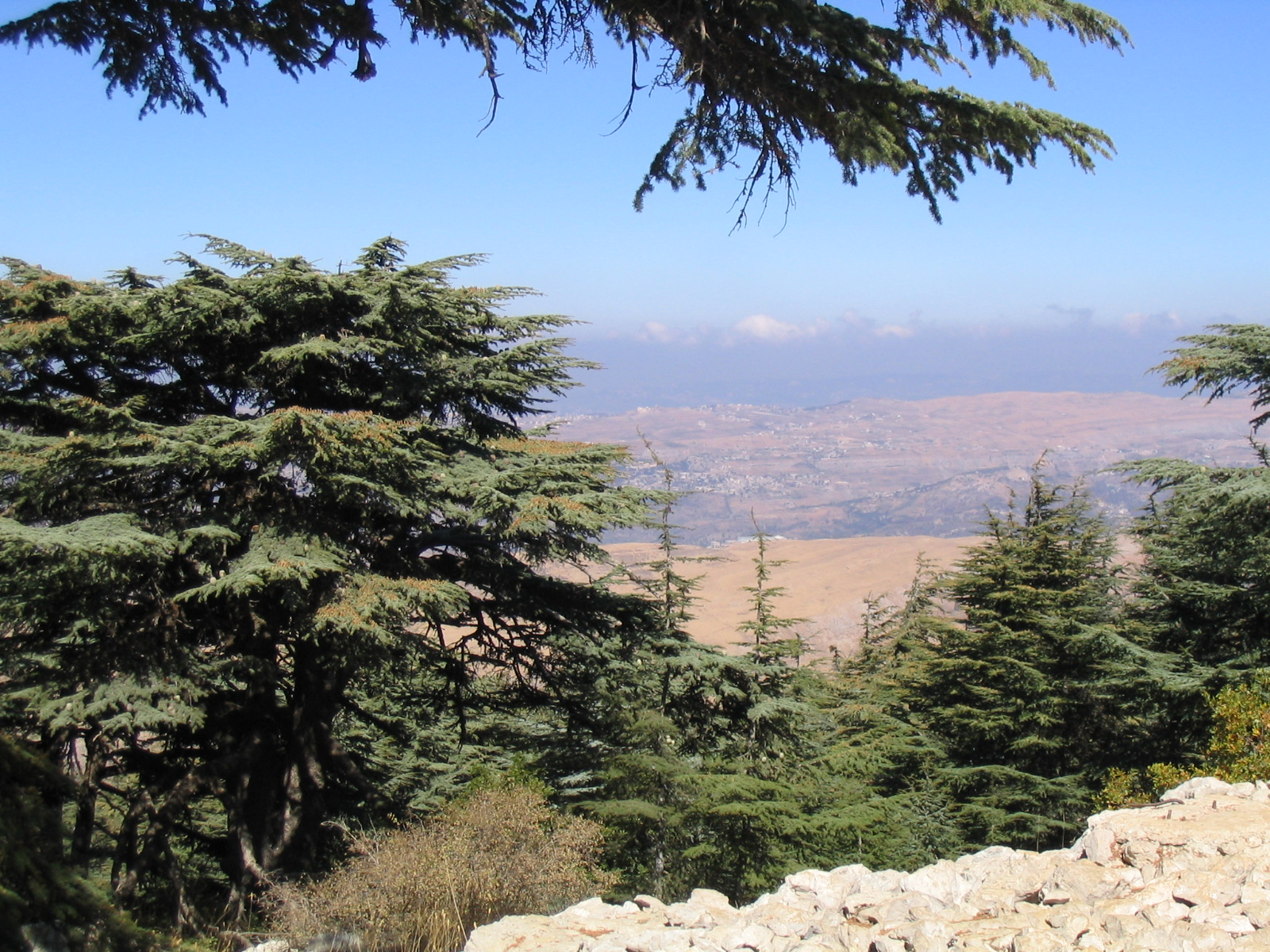
Blick über das Gebirge
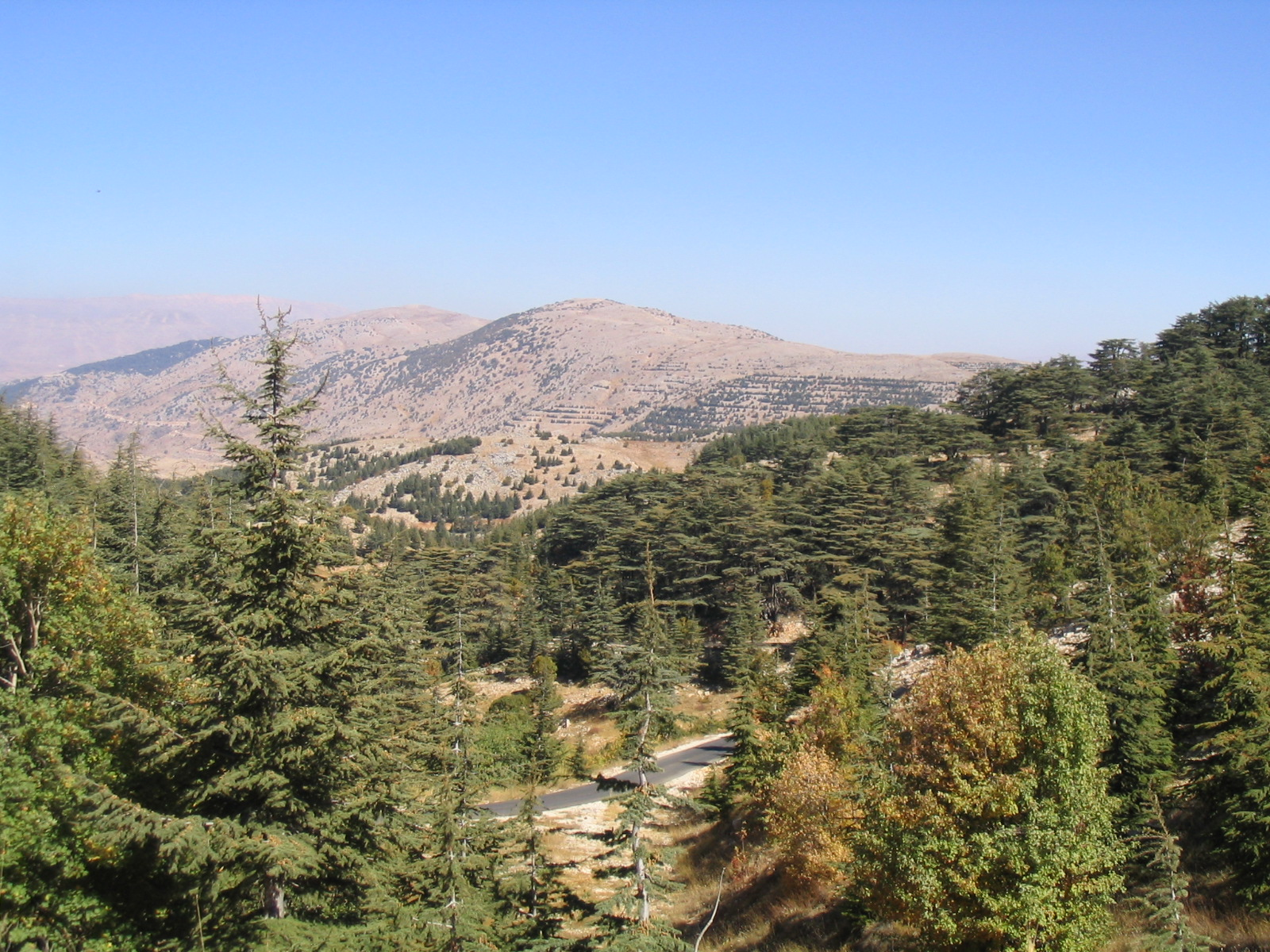
Wald bis zum Horizont
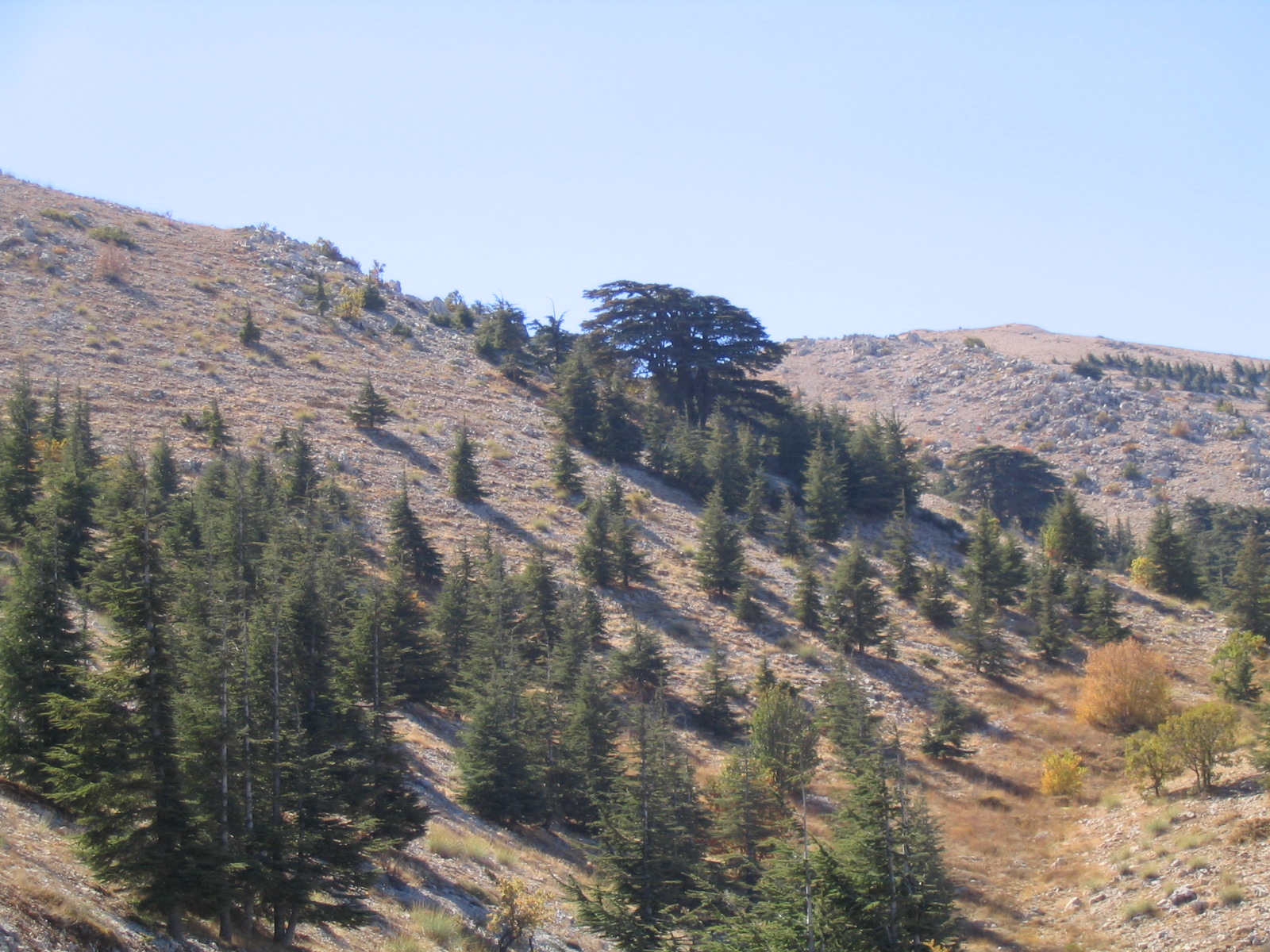
600 Jahre alter Baum
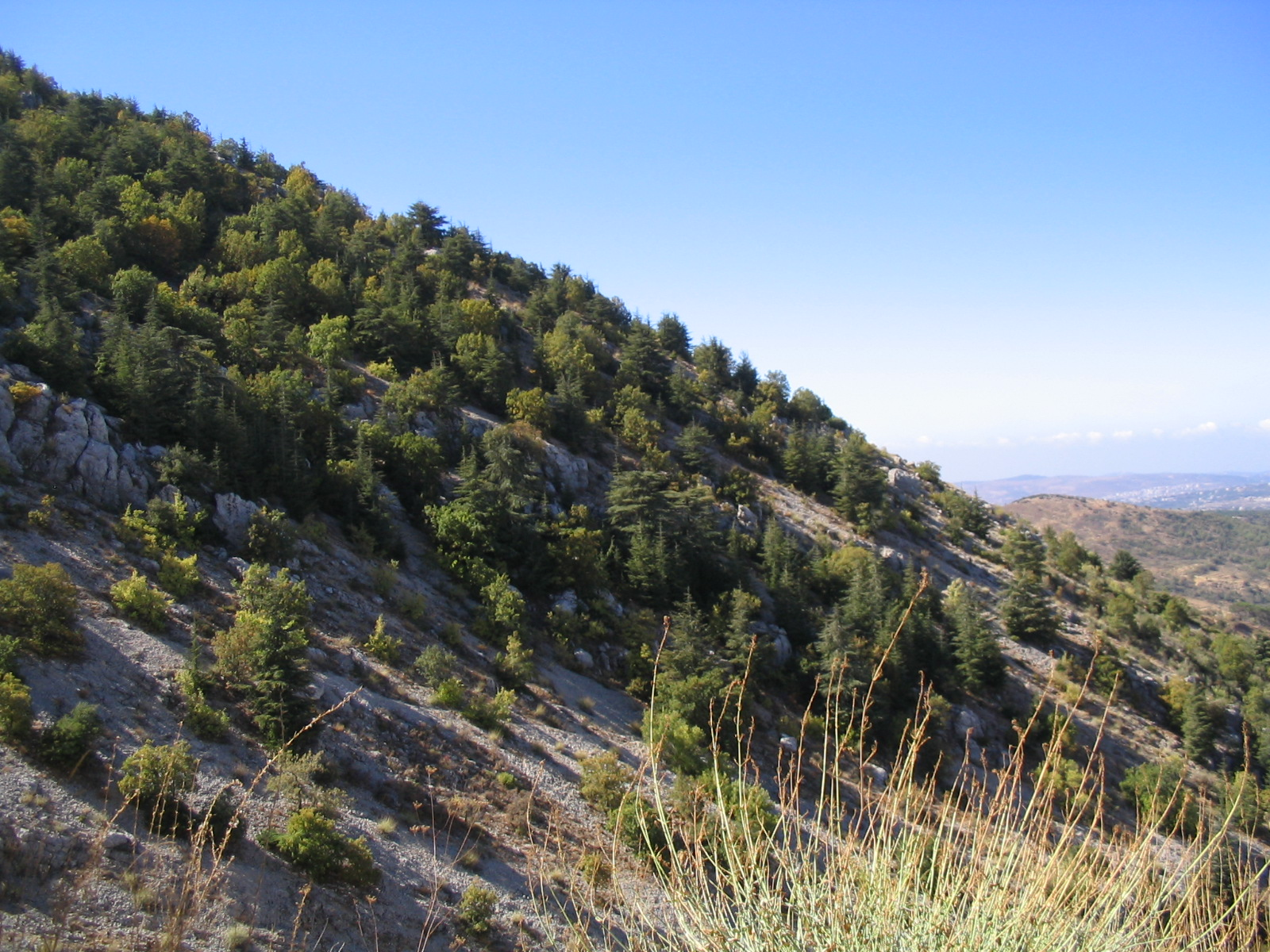
Blick über den Hang
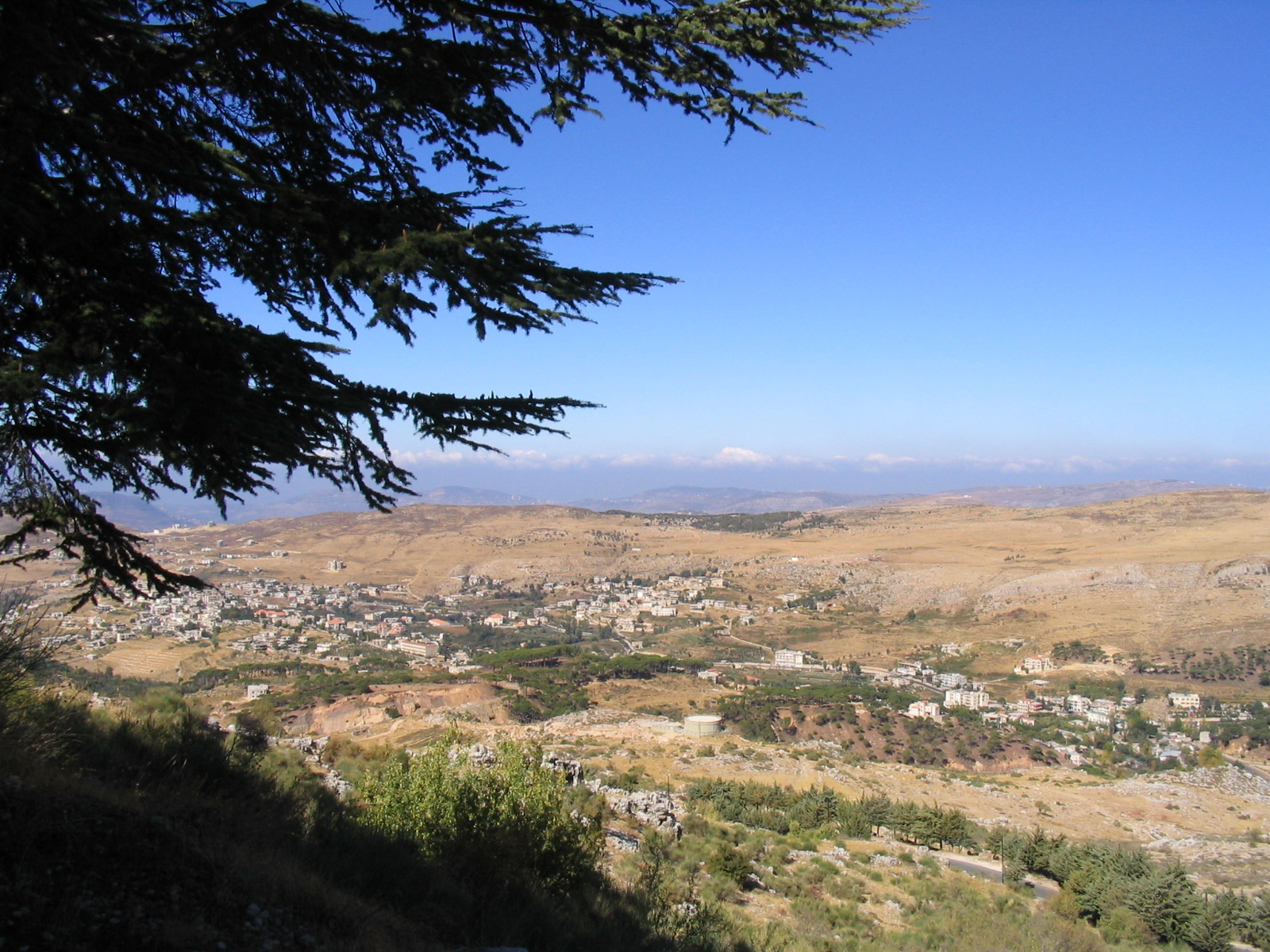
Auf dem Gipfel des Barouk